# Sintermetallfilter

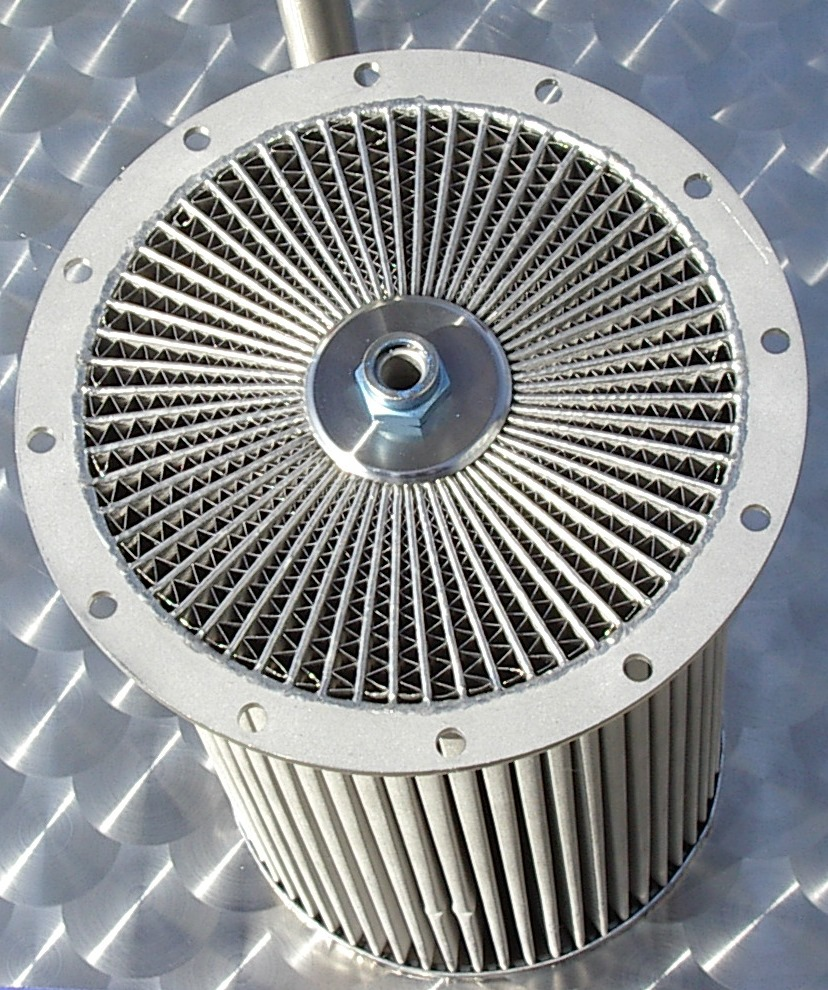
Sintermetall-Partikelfilter der Firma HJS Emission Technology GmbH & Co KG in Menden / Sauerland.

Ein Sintermetallfilter (SMF) ist ein geschlossener Dieselrußpartikelfilter (DPF), der für die Filtration von Abgasen eines Dieselmotors genutzt wird. Er reduziert Ruß- und Feinstaubpartikel. In Kombination mit einem vorgeschalteten Dieseloxidationskatalysator (DOC) mindert der Sintermetallfilter neben dem Ruß- und Feinstaubausstoß auch die gasförmigen Schadstoffe Kohlenmonoxid (CO) und Kohlenwasserstoff (HC). Der Sintermetallfilter weist als „offenes System“ Partikelminderungsraten von bis zu 70 Prozent auf. Als „geschlossenes System“ mindert er den Partikelausstoß um mehr als 99 Prozent. Der Filter besteht zu großen Teilen aus extrem haltbaren Stahlsorten. Die besonderen Eigenschaften dieses Materials ermöglichen eine robuste Bauart mit hoher Hitzebeständigkeit und einer langen Lebensdauer. Damit besitzt der Filter ideale Voraussetzungen für den Einsatz in unterschiedlichen Dieselmotoren – sowohl in der Erstausrüstung als auch in der Nachrüstung.

## Werkstoff Sintermetall

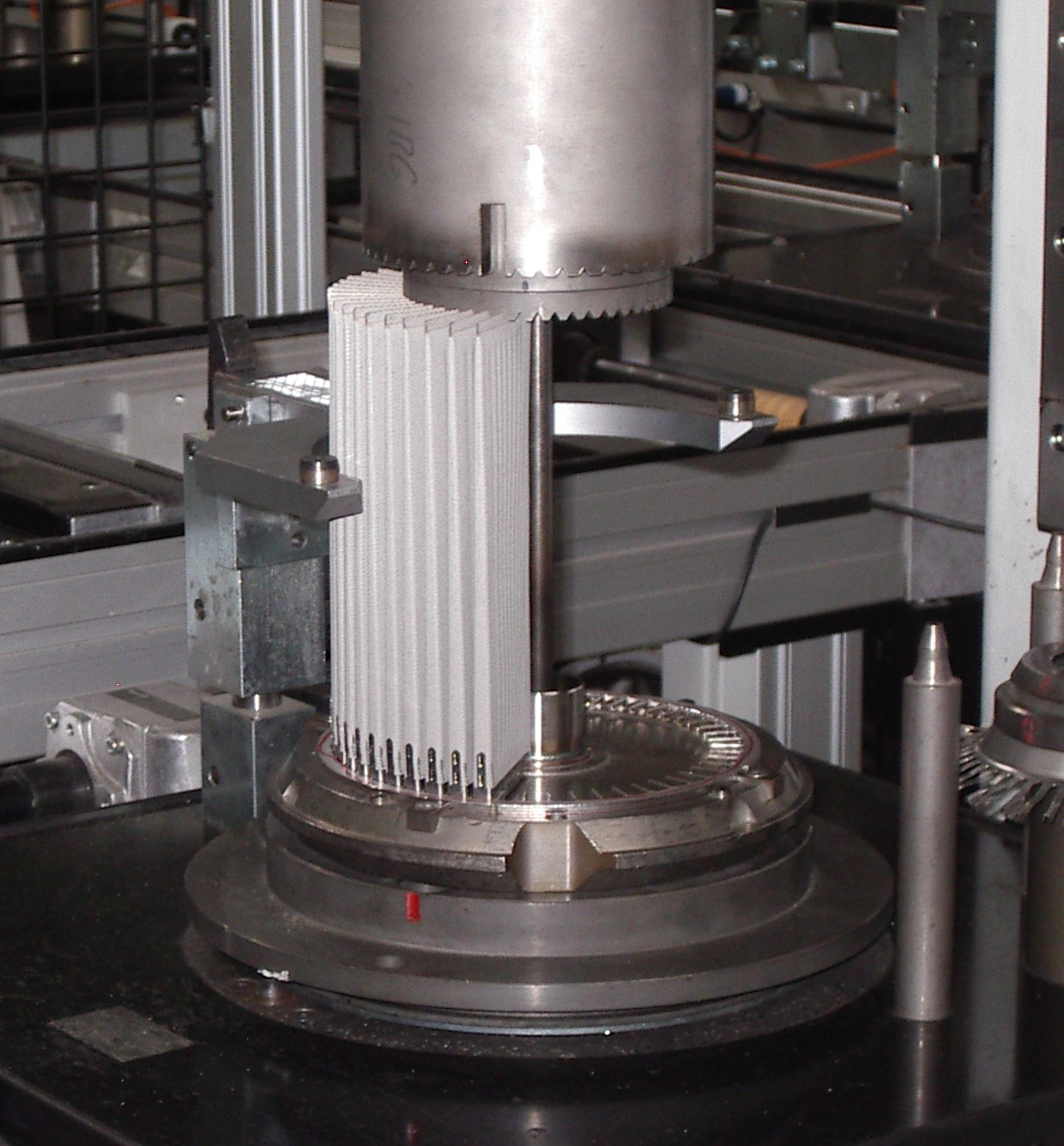
Produktion eines Sintermetall-Partikelfilters bei der Firma HJS Emission Technology in Menden / Sauerland.

Die Vorteile des Sintermetallfilters resultieren aus der besonderen Konstruktion sowie der Verwendung des Werkstoffs Sintermetall. Chrom-Nickel-Stahl wird sowohl als Trägermaterial als auch als Metallpulver verwendet. Dadurch ist der Filter in der Produktion leicht formbar und in der Anwendung besonders haltbar. Durch das flexible Design lässt sich sowohl die Filterstruktur als auch die Filtergröße sehr leicht den Anforderungen der entsprechenden Anwendung anpassen.

## Vorteile
Im Vergleich zu herkömmlichen Keramikfiltern bietet der Sintermetallfilter zahlreiche Vorteile. Durch die Taschenbauweise ist zum Beispiel eine Verstopfung wie bei herkömmlichen Keramikfiltern mit Wabenstruktur nicht möglich. Zudem mindern die von außen frei anströmbaren Filtertaschen den Abgasgegendruck. Der Kraftstoffmehrverbrauch und der damit einhergehende CO2-Ausstoß beim SMF sind daher optimiert. Das Speichervolumen für nicht regenerierbare Partikel wie Motorölasche ist im Vergleich zu konventionellen Keramikfiltersystemen drei- bis viermal so hoch. Während diese bereits nach einer kurzen Laufleistung gereinigt werden müssen, ist beim SMF ein mehrjähriger Betrieb bis zur Wartung möglich – auch bei älteren Fahrzeugen und Maschinen mit hohem Ölverbrauch.
Aufgrund der besonderen Konstruktion sowie der Verwendung des Werkstoffs Sintermetall wird die Filterreinigung ebenfalls einfacher. Keramikfilter benötigen aufwendige Reinigungsvorrichtungen, der Sintermetallfilter hingegen kann mit einem herkömmlichen Hochdruckreiniger von Rückständen befreit werden.
Schließlich ist der SMF zu 100 Prozent recycelbar, weil er ausschließlich aus Edelstahlen besteht. So ist keine aufwendige Werkstofftrennung notwendig. Zudem werden bei der Wiederverwertung keine karzinogenen Sekundäremissionen verursacht, wie beispielsweise durch die in Keramikfiltern eingesetzten faserigen Lagermatten.

## Funktionsweise

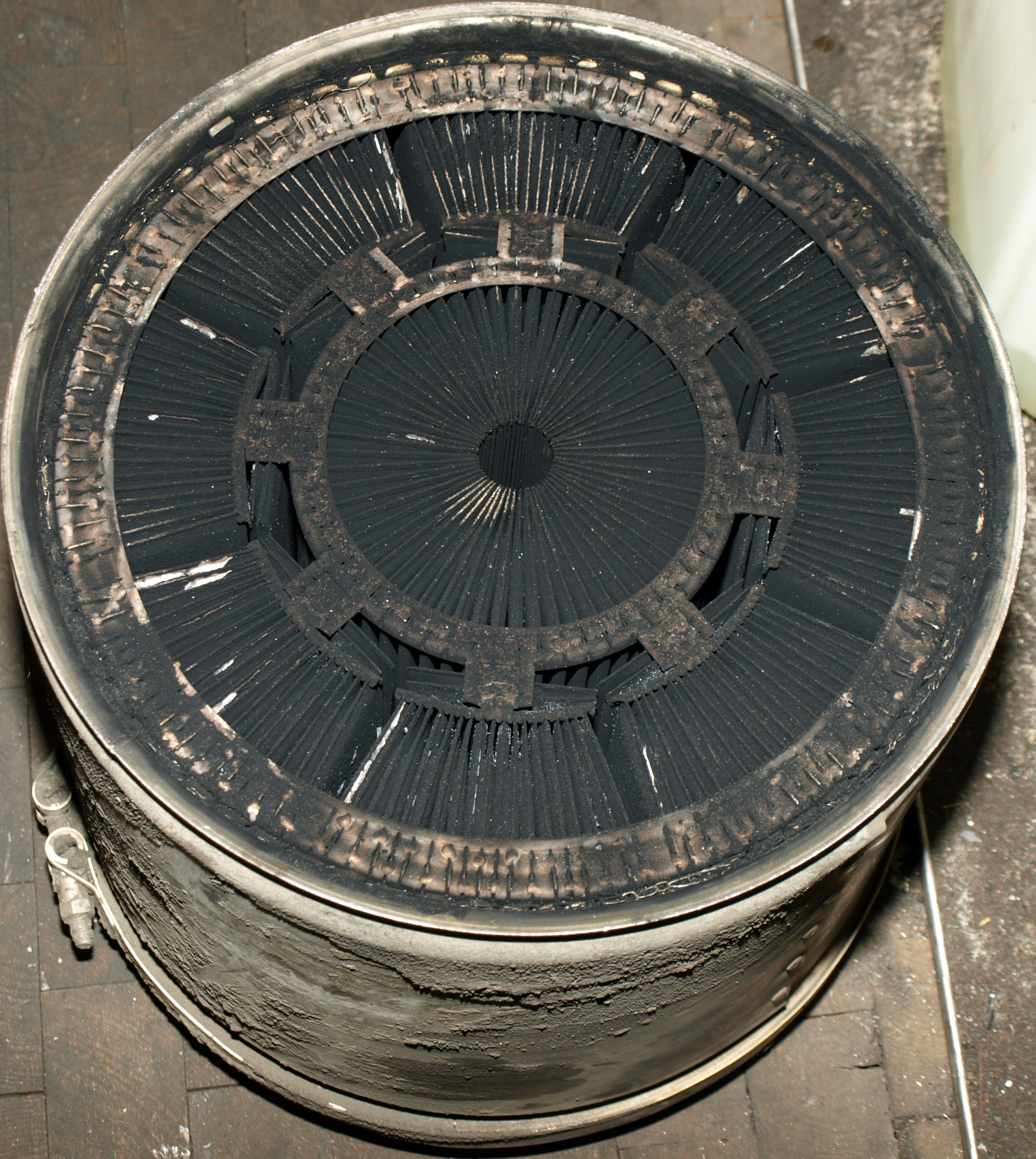
Dieselpartikelfilter aus Sintermetall mit Ruß beladen.

Das heiße Motorabgas mit den Rußpartikeln gelangt zunächst in das Filtergehäuse. Anschließend strömt es durch eine poröse Metallfolie, die gasförmigen Bestandteile des Abgases fließen durch die mikroskopisch feinen Poren des Filtermaterials. Die Rußteilchen inklusive der Feinstpartikel werden auf der Oberfläche zurückgehalten und lagern sich ab. Auf der Rückseite des Filtermediums strömt das gereinigte Abgas heraus, die Poren des Filters halten nahezu alle Partikel im Abgas bis zur Nachweisgrenze zurück.
Um den im Filter angesammelten Ruß abzubauen, gibt es verschiedene Möglichkeiten:
- Kontinuierliche Regeneration (passives Verfahren): Zum Abbau des im SMF angesammelten Rußes wird der so genannte CRT-Effekt (englisch Continuously Regenerating Technology) genutzt. CRT kombiniert einen hocheffizienten, vorgeschalteten Dieseloxidationskatalysator (DOC) mit einem SMF. Der DOC wandelt dabei das in den Abgasen vorhandene Stickstoffmonoxid (NO) in Stickstoffdioxid (NO2). Dieses ermöglicht die kontinuierliche Verbrennung der Rußrückstände im Filter in einem Temperaturbereich von 200 bis 450 Grad Celsius (Rußoxidation). Zur Unterstützung des CRT-Effektes bei Anwendungen im Niedertemperaturbereich – zum Beispiel Baumaschinen oder Fahrzeugen, die vorwiegend im innerstädtischen Bereich betrieben werden – kann der SMF zusätzlich katalytisch beschichtet werden. Diese Beschichtung ermöglicht ein Absinken der Ruß-Entzündungstemperatur auf Werte, die es erlauben, den Diesel-Partikelfilter ohne weitere Hilfsmittel als vollständig passives System zu betreiben.
- Diskontinuierliche Regeneration (aktives Verfahren): Aktive Filter-Systeme kommen dann zum Einsatz, wenn die erforderliche Abgastemperatur für das passive Regenerationsverfahren nicht erreicht wird, wie beispielsweise im innerstädtischen Stop-and-Go oder bei mobilen Maschinen. An dieser Stelle setzen aktive Regenerationsverfahren, wie brennergestützte Systeme oder das SMF-AR System, an. SMF-AR steht für Sintermetallfilter mit autarker thermoelektrischer Regeneration. Der Ruß wird so lange im Filter gesammelt, bis sich eine für die Regeneration optimale Menge abgelagert hat. Erst dann wird der Rußabbrand mittels kreisförmig um das Filtermedium angeordneter Heizelemente eingeleitet. Dabei wird der Ruß aktiv über die Strahlungsenergie gezündet. Somit können diskontinuierlich arbeitende Systeme unabhängig von der Abgastemperatur den Filter in nahezu jedem Motorenbetriebszustand vom gesammelten Ruß befreien.

## Anwendungsbereiche

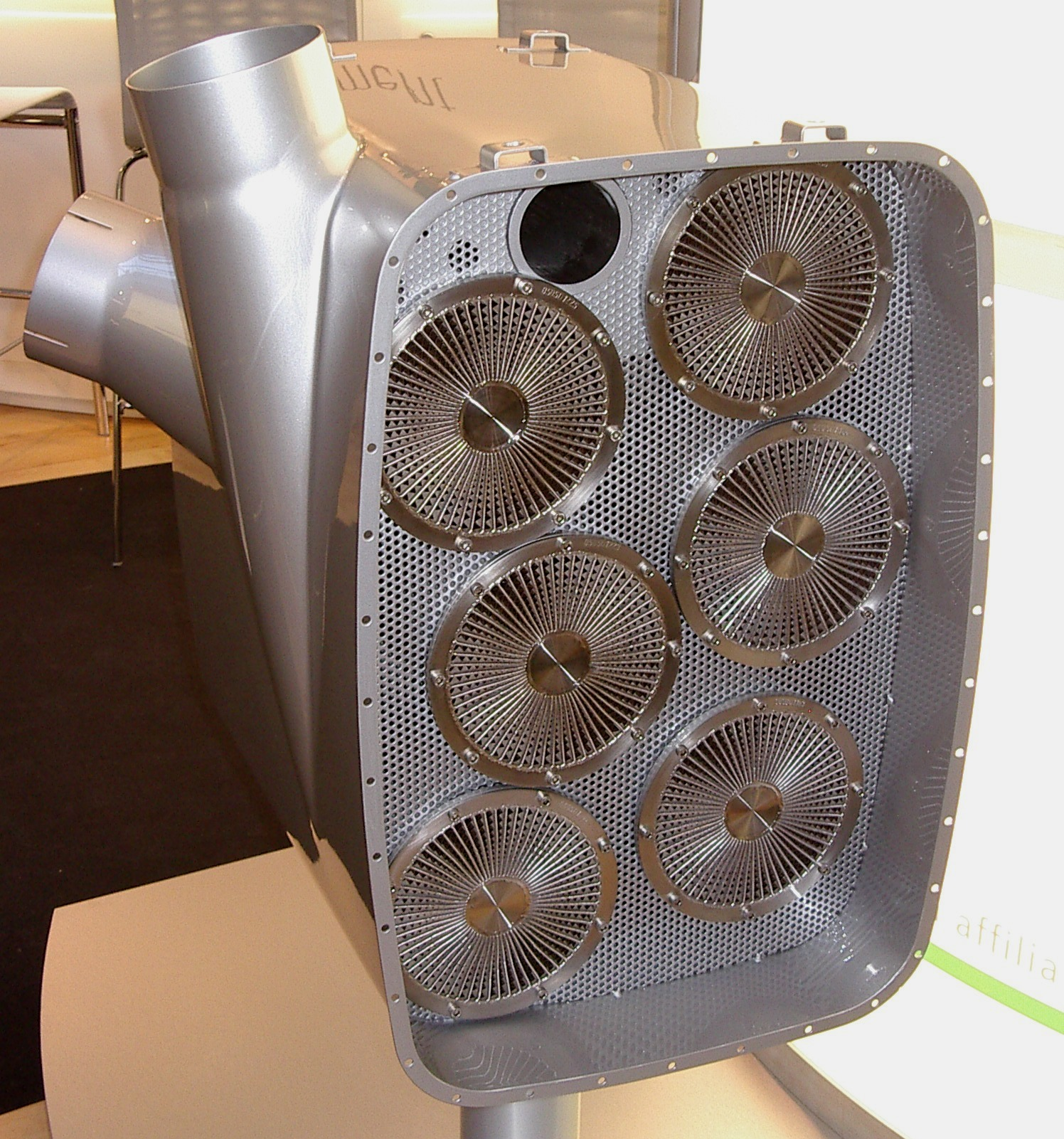
Sintermetall-Partikelfilter der Firma HJS Emission Technology in einer einbaufertigen Ausführung für Nutzfahrzeuge von der Firma Twintec, Königswinter (als ″Canner″).

Durch ihren modularen Aufbau können Sintermetallfilter in verschiedenen Systemen und Varianten zum Einsatz kommen: Fahrzeughersteller können das Filterkonzept in der Erstausrüstung verbauen. Aktuell (bis einschließlich 2015) gibt es keinen einzigen Automobilhersteller, der ein Sintermetall-Partikelfilter in der Erstausrüstung einsetzt. Es gibt jedoch zahlreiche Fahrzeuge (Pkw und Lkw) sowie Maschinen, die per Nachrüstung mit Sintermetall-Partikelfilter – in der Regel mit dem City-Filter – bestückt sind. Einsatzgebiete sind alle Dieselmotoren, zum Beispiel in Pkws, leichten bis schweren Nutzfahrzeugen, Bussen, Baumaschinen, Landmaschinen und Flurförderzeugen, aber auch in stationären Einrichtungen wie Stromgeneratoren oder Blockheizkraftwerken.